# Русский вестник (газета)
«Русский вестник» — российская газета русской ультранационалистической православной и конспирологической направленности, одна из старейших газет русских националистов, издающаяся с 1991 года.
Учредители — Международный Фонд славянской письменности и культуры, Благотворительный фонд поддержки православных программ «Славия» и А. А. Сенин, ставший первым главным редактором газеты. Наиболее регулярная национал-радикальная газета. Тираж 45 тысяч экземпляров.

## Тематика
Основные темы издания включают: возрождение в России православия, политика, экономика, предпринимательство, история, армия, казачество, «славянское братство», русские боевые искусства, русская культура, наука, школа, здоровье, семейное воспитание, навыки для выживания «в системе навязанного России дикого рынка»; русские как разделённая нация, которая имеет законное право на воссоединение; русские как триединый народ (великороссы, малороссы и белорусы); русские за рубежом. Эти темы даются через идею возрождения русского национального самосознания и следовательно возрождения роли Русской православной церкви в жизни общества.
Первый номер «Русского вестника» вышел в январе 1991 года, и, как отмечает священник Николай Булгаков, уже в 1991 году газета напечатала во всю первую страницу торжественный портрет Сталина. В том же году в «Русском вестнике» было опубликована перепечатанная из православного самиздата легенда о явлении в 1941 году митрополиту Гор Ливанских Илие (Караму) Божией Матери.
В 1990-е годы газета распространяла «Велесову книгу» и её идеи. С конца 1990 по 2000 годы в состав редколлегии входил Анатолий Иванов (Скуратов), один из ведущих идеологов национал-социалистического крыла в русском неоязычестве, занимающий антихристианскую позицию. Благодаря Иванову, газета первоначально регулярно отводила полосу для пропаганды «славянского языческого наследия»; к концу 1991 года газета перешла на православную позицию. В начале 1990-х годов неоязыческий автор Александр Белов пропагандировал в газете собственную систему кулачного боя. Издательство газеты занималось рекламой псевдоисторической книги Геннадия Гриневича (1998). В 2000 году в газете вышла статья, оправдывающая использование свастики. Публиковать некоторые псевдоисторические материалы, в том числе о славянстве как основе европейской цивилизации (1995, 1996).
Постепенно доля православных материалов возрастала, а сталинистская компонента заменялась на монархическую.
В начале 1990-х годов в публикациях газеты положительно характеризовался русский философ Иван Ильин, несмотря на крайне негативное отношение самого Ильина к черносотенцам, идеи которых поддерживала газета. «Русский вестник», в частности, перепечатывал рассуждения Ильина о приходе «сатанизма» и необходимости проявлять бдительность.
Газета (статьи 1993 года) видела образ врага в лице «ветхозаветного иудейства», вдохновляющего и совершающего «тайну беззакония», а также в лице сионизма и Израиля.
В связи с вопросом казни царской семьи газета стремилась доказать, что русский народ любил царя, не изменял ему и не ответственен за его гибель. «…сам народ оказался на голгофе насилия иудо-масонской власти», а царя свергла «иудо-масонская закулиса». Газетой ежегодно в июле отмечался юбилей трагической гибели царской семьи, его убийство безоговорочно называлось «ритуальным». Убийство царской семьи уподоблялось распятию Христа, утверждалось, что царь по собственной воле принёс себя в жертву ради русского народа и теперь молит Бога о спасении русской земли. Российская империя идеализировалась, царь назывался «удерживающим» (2001, 2011).
Историки Стелла Рок и Павел Полян отмечают крайне активную позицию издания в теме отрицания Холокоста. Американский «Институт пересмотра истории» опубликовал статью о «ревизионистском прорыве в России», описывая спецвыпуск газеты на эту тему, а Юргена Графа и Олега Платонова — как редакторов данного спецвыпуска.
В 2001 году газетой как подлинный документ издавалась антисемитская фальшивка «Речь раввина к еврейскому народу» с целью подтвердить информацию о «тайном мировом заговоре» и опасности, исходящей от «еврейско-масонских кругов».
В апреле 2001 года газета опубликовала статью в защиту скинхедов, устроивших погром в Ясеневе, написанную одним из фактических организаторов этого погрома, А. А. Червяковым, высказывавшимся против приезжих торговцев с Кавказа и из Средней Азии.
Газета находится в той же нише, что и сайты «Русская линия» и «Русская народная линия».

## История
Издание основано в декабре 1990 года Алексеем Сениным вместе со скульптором Вячеславом Клыковым. По словам Олега Платонова, «История „Русского Вестника“ начиналась в Харитоньевском переулке. Здесь же родилось и название газеты. Предложены были разные: „Русское дело“, „Русский курьер“, „Русская газета“. Я предложил название „Русский Вестник“, сославших на авторитет выдающегося русского журналиста консервативных взглядов Михаила Каткова. Ранее это же название я предлагал В. Н. Осипову. Но у него под этим названием вышло всего несколько номеров, и издание прекратилось. Сенину же катковское название понравилось, и он принял решение присвоить газете это историческое имя». Официальным учредителем газеты стал Международный Фонд славянской письменности Вячеслава Клыкова.
10 января 2001 года патриарх направил поздравления газете в связи с её 10-летним юбилеем.
25 июля 2006 года в 21.30 произошёл взрыв в рекламном отделе редакции газеты «Русский вестник», расположенном в одноэтажном здании в Черниговском переулке. В результате инцидента взрывной волной были выбиты три окна и входная дверь. Также получил повреждения припаркованный у дома автомобиль. Причиной взрыва стало самодельное взрывное устройство. В этот вечер в редакции не было сотрудников, поэтому никто не пострадал. По факту взрыва в редакции газеты прокуратура возбудила уголовное дело. Позднее виновными во взрыве была признаны члены националистической организации «СПАС».
11 января 2011 года в театре «Содружество актёров Таганки» прошло чествование 20-летия газеты «Русский вестник».
6 октября 2013 года скончался основатель и главный редактор газеты Алексей Сенин, в 2014 году главным редактором стал Олег Платонов.

## Оценки
Патриарх Московский и всея Руси Алексий II в одном из писем на имя главного редактора писал, что газета «Русский вестник» является одним из немногих российских изданий, занимающих «последовательно православную позицию в отображении и анализе происходящих перемен как в нашей стране, так и в мире в целом».
Диакон Андрей Кураев в книге «Христианство на пределе истории. О нашем поражении» (2003) писал, что в восприятии авторов газеты даже он является экуменистом, но газета сама публикует, по его мнению «архиэкуменические тексты», включая обращение к монаршим домам мира. Андрей Кураев описывает «Русский вестник» как «прекрасный пример модернистского вырождения Православия в игру. Люди, никогда и никого не приведшие в Церковь, путающиеся и в своих мыслях, и в богословии, на протяжении многих лет ведут кампанию — по сути — против всех современных православных проповедников. Люди играются в „ревнителей православного благочестия“, не задумываясь о последствиях своих игр…».
Игумен Кирилл (Сахаров) в январе 2011 года писал, что в газете привлекает «массив коротких оперативных сообщений в каждом номере, акцент на одной из главных проблем нашего нынешнего положения, а именно, разгуле этнобандитизма». Газета, по его мнению утешает и вдохновляет сообщениями о «маленьких победах». Победой игумен, в частности, счёл отказ президента Украины Виктора Януковича принять участие в иудейском ритуале возжигания ханукальной свечи. Игумен писал, что газета заняла «принципиальную позицию в связи с событиями в Боголюбове, вокруг владыки Артемия, по проблемам Союзного государства Россия-Белоруссия, в связи с различными экуменическими прожектами, глобализацией».
Священник Николай Булгаков в октябре 2013 года так оценивал значение газеты: «В самом начале смутного 1991 года вышел первый номер небывалой доселе газеты „Русский Вестник“. До этого слово „русский“, тем более в названии периодического издания, было запрещено. Но газета стала русской… по самой своей сути… „Русский Вестник“ много сделал для того, чтобы открыть нам эту правду, чтобы в 2000 году была канонизирована Царская Семья».
Согласно А. М. Верховскому, «самая регулярная национал-радикальная газета, „Русский вестник“,… ориентируется на русский православный фундаментализм».
Некоторые выпуски газеты из-за пропаганды радикальных идей включены в российский Федеральный список экстремистских материалов.